# Przełęcz pod Tarnicą
Przełęcz pod Tarnicą (1286 m, inne źródło 1276 m n.p.m.) – położona w Bieszczadach Zachodnich, w masywie Tarnicy, na terenie Bieszczadzkiego Parku Narodowego.
Przełęcz pod Tarnicą (1286 m, według innych źródeł 1276 m n.p.m.) oddziela szczyt Tarnicy (1346 m) na południu od Tarniczki (1315 m), najwyższej kulminacji Szerokiego Wierchu na północy. Ma charakterystyczną, ostro wciętą w grzbiet formę i przypomina sylwetką siodło, zwłaszcza oglądana od zachodu, z Wołosatego. Nazwa „Tarnica” (po rusku „Tarnycia”) wywodzi się przypuszczalnie od rumuńskiego słowa „tarnița”, oznaczającego siodłowate miejsce w górach. Pierwotnie nazwa „Tarnica” odnosiła się do opisywanej tu przełęczy pod Tarnicą i dopiero z czasem została przeniesiona na sąsiedni szczyt.
Występuje też jako Siodło pod Tarnicą lub Przełęcz Siodło. Niektóre źródła podają jej wysokość 1275 m.
Na Przełęczy znajduje się węzeł szlaków turystycznych.
W 1986 Stanisław Kłos, nestor polskiego krajoznawstwa, zaproponował nazwać Przełęcz pod Tarnicą Przełęczą Wołoską, a niżej położoną Przełęcz Goprowską, wtedy jeszcze bez nazwy – Przełęczą Bojkowską, utrwalając w ten sposób pamięć mieszkającej tu niegdyś ludności. Obie nazwy nie przyjęły się.

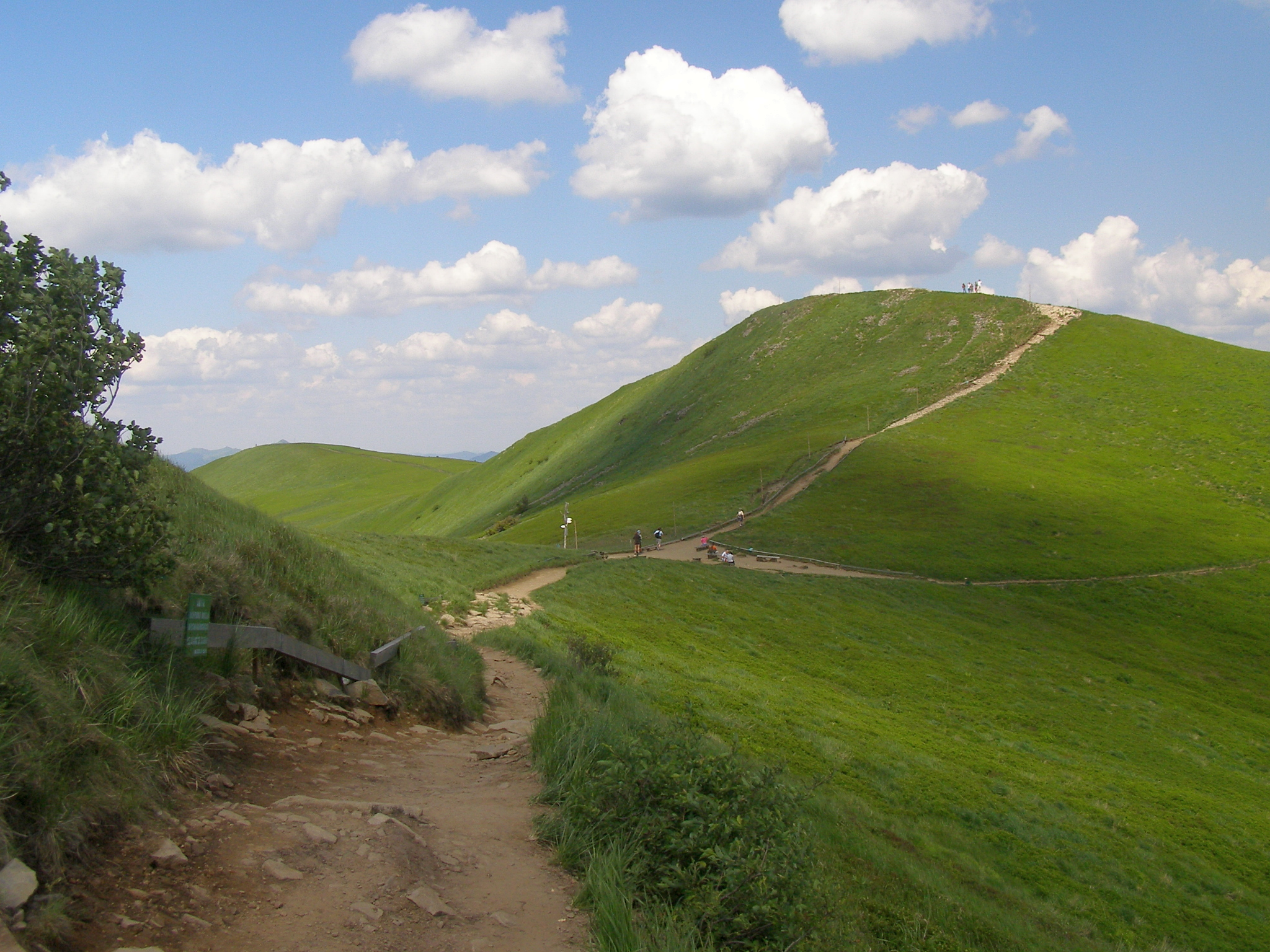
Widok na Przełęcz i Tarniczkę
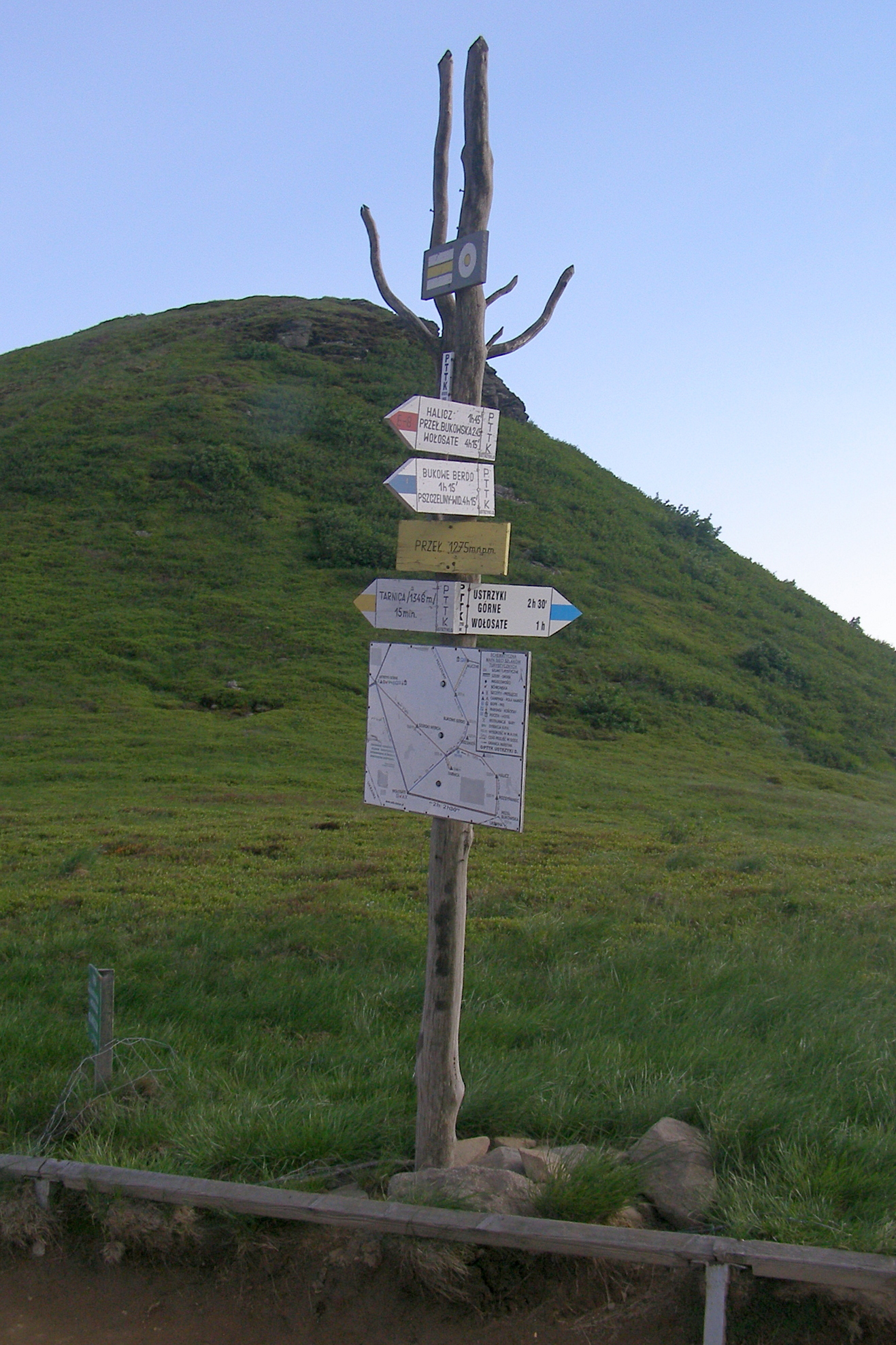
Węzeł szlaków na Przełęczy
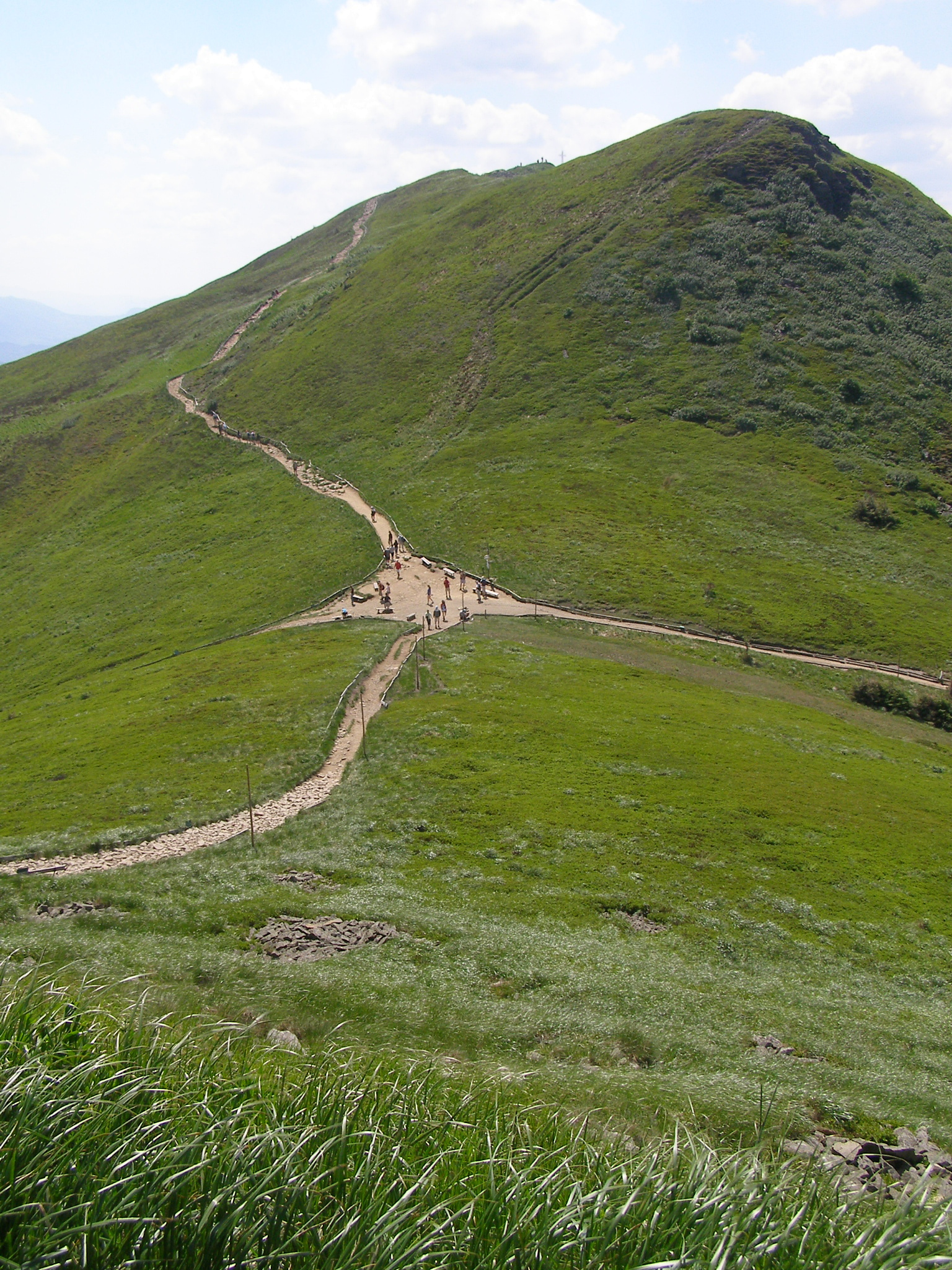
Widok na Przełęcz i masyw Tarnicy

## Piesze szlaki turystyczne
Główny Szlak Beskidzki Ustrzyki Górne – Szeroki Wierch – Przełęcz pod Tarnicą – Przełęcz Goprowska – Halicz:
- z Ustrzyk Górnych 3:15 h (↓ 2:40 h), z Tarniczki 0:05 h (↓0:15 h)
- z Przełęczy Goprowskiej 0:15 h (↓ 0:10 h)

 szlak niebieski Wołosate – Przełęcz pod Tarnicą – Przełęcz Goprowska – Krzemień – Bukowe Berdo:
- z Wołosatego 2:00 h (↓ 1:20 h)
- z Bukowego Berda (wierzchołek 1201 m) 1:30 h (↓ 1:55 h)

Pomiędzy Przełęczą pod Tarnicą a Przełęczą Goprowską oba szlaki przebiegają razem.

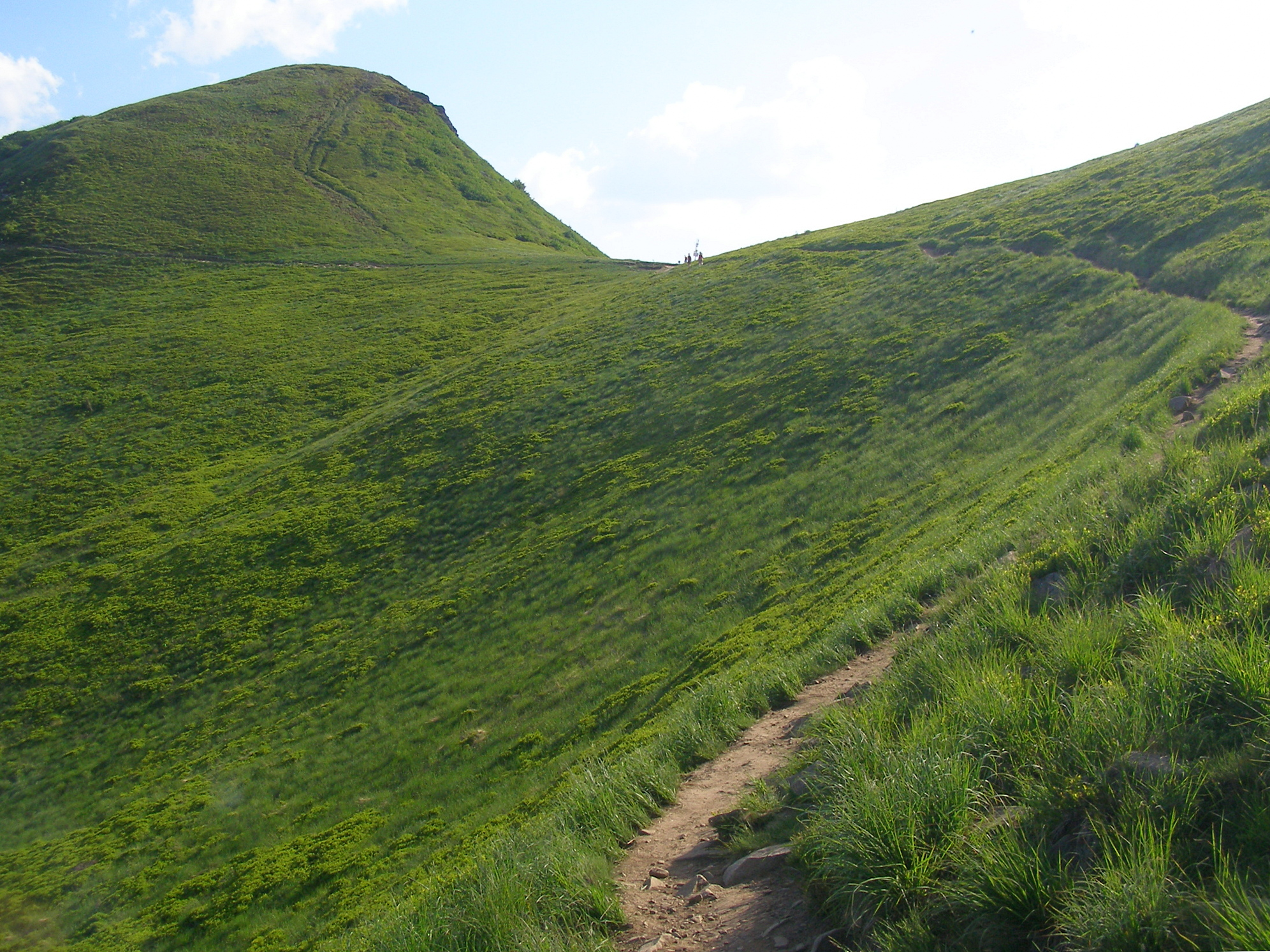
Przełęcz ze szlaku na Przełęcz Goprowską
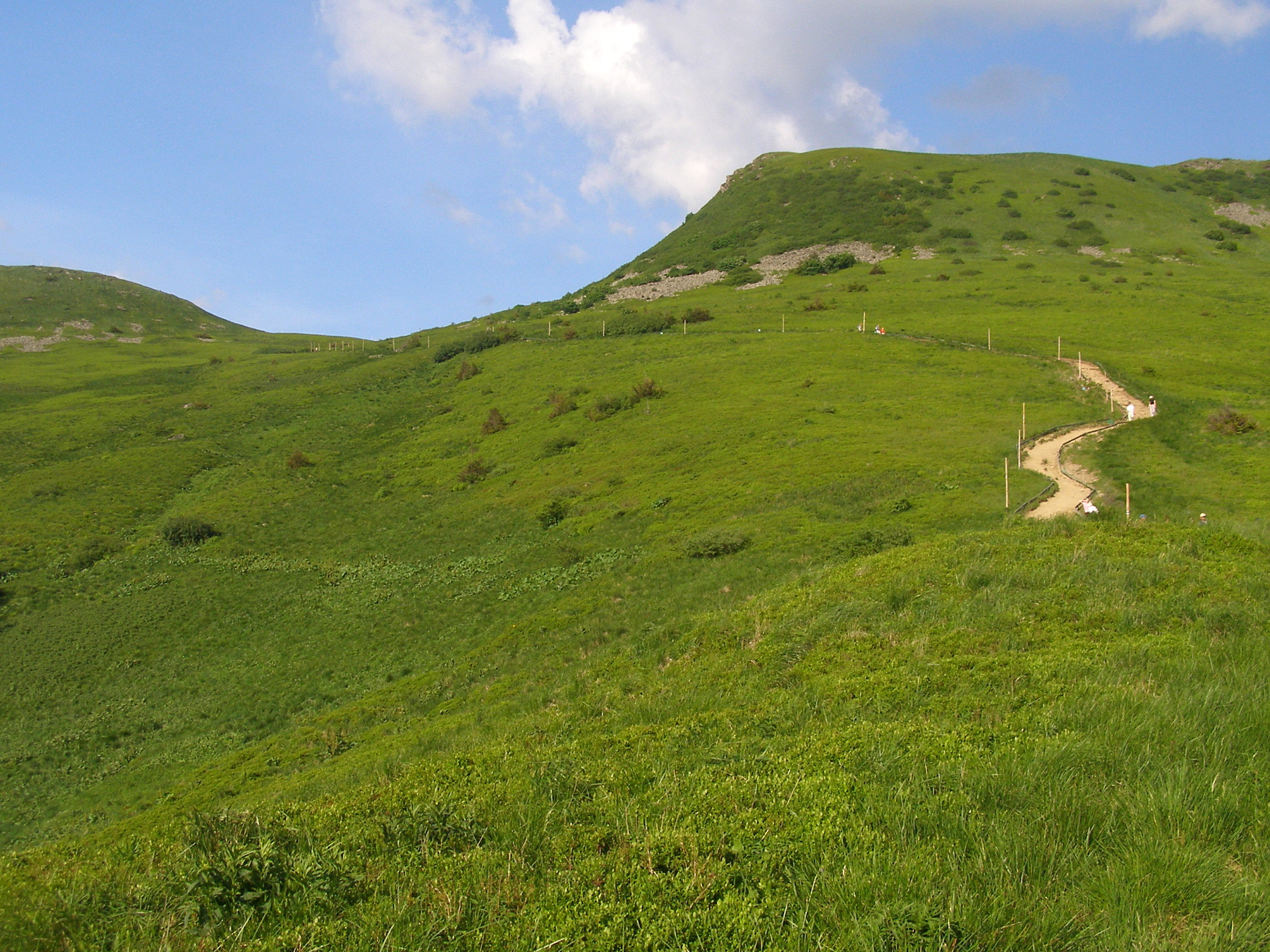
Przełęcz ze szlaku do Wołosatego